# Подволочиск
Подволочи́ск (укр. Підволочи́ськ) — посёлок в Тернопольском районе Тернопольской области Украины. Административный центр Подволочисской поселковой общины. Расстояние до Тернополя — 37 км.

## Географическое положение

Церковь в Подволочиске

Находится на правом берегу реки Збруч, напротив города Волочиск Хмельницкой области.

## История
1463 год — первое упоминание в письменных источниках.
Во время восстания Хмельницкого в окрестностях Подволочиска действовали повстанцы.
После первого раздела Речи Посполитой в 1772 году вошёл в состав Австрии (с 1867 — Австро-Венгрии), после распада Австро-Венгрии с 1919 года до сентября 1939 года находился в составе Тарнопольского воеводства Польши (при этом в ходе советско-польской войны в 1920 году в районе Подволочиска шли ожесточенные бои между советскими и польскими войсками), затем вошёл в состав СССР.
В 1940 году Подволочиск получил статус посёлок городского типа.
20 апреля 1941 года здесь началось издание местной газеты.
В ходе Великой Отечественной войны в 1941—1944 посёлок был оккупирован немецкими войсками.
По состоянию на начало 1975 года здесь действовали фабрика пластмассовых изделий, хлебозавод, маслодельный завод, кирпичные заводы и предприятия по обслуживанию ж.-д. транспорта.
В 1982 году численность населения составляла 7,9 тыс. человек, здесь действовали фабрика пластмассовых изделий, консервный завод, пищевой комбинат, птицеинкубаторная станция, райсельхозтехника, райсельхозхимия, межколхозная строительная организация, комбинат бытового обслуживания, четыре общеобразовательные школы, музыкальная школа, художественная школа, спортивная школа, больница, два Дома культуры, пять библиотек и кинотеатр.
В октябре 2018 года находившийся здесь лицей передали на баланс местного бюджета.
В ходе административно-территориальной реформы в Украине, в 2020 году Подволочисский район был упразднён, а посёлок стал административным центром Подволочисской поселковой общины Тернопольского района.

## Население
В январе 1989 года численность населения составляла 8756 человек.
Численность населения составляет 7633 человека.

### Языковой состав
Родной язык населения по данным переписи 2001 года:
| Язык       | Численность, чел. | Доля     |
| ---------- | ----------------- | -------- |
| Украинский | 7 883             | 98,82 %  |
| Другое     | 94                | 1,18 %   |
| Итого      | 7 977             | 100,00 % |

## Транспорт
- железнодорожная станция[3] на линии Тернополь — Жмеринка[2] Львовской железной дороги

## Персоналии
- Герман Ауэрбах — математик.
- Александров Ефим Борисович — артист, режиссёр, продюсер. Лауреат Российской национальной премии «Человек года», Заслуженный артист Российской федерации.
- Винничук, Лидия — польский классический филолог.
- Вальтер Германович Кривицкий: сотрудник органов госбезопасности СССР, высокопоставленный сотрудник ИНО НКВД, невозвращенец, полиглот.
- Михаил Хаимович Ландман — русскоязычный поэт и переводчик.
- Людвик Лилле (1897—1957) — польський живописец.
- Игнатий Станиславович Рейсс — сотрудник ВЧК_ОГПУ_НКВД, советский шпион, невозвращенец, сбежавший в Швейцарию.
- Эльдад, Исраэль (1910—1996) — руководитель подпольной еврейской организации Лехи, еврейский философ и историк.
- Александр Леонидович Достман — российский продюсер.